# 長谷川卓
長谷川 卓（はせがわ たく、1949年ー2020年11月4日）は、日本の時代小説作家。

## 人物・来歴
神奈川県生まれ。早稲田大学大学院演劇学専攻修了。
1980年「昼と夜」で第23回群像新人文学賞受賞、2000年「血路　南稜七ツ家秘録」で第2回角川春樹小説賞受賞。
シリーズものの時代小説を書いた。

## 著書
- 『運を引き寄せた男 小説・徳川吉宗』かんき出版, 1994
- 『血路 南稜七ツ家秘録』(角川時代小説倶楽部) 角川春樹事務所, 2001.3 のち文庫
  - 『死地 南稜七ツ家秘録』(ハルキ文庫. 時代小説文庫) 2002.9
- 『柳生七星剣』(ハルキ文庫. 時代小説文庫) 2003.6 
  - 『柳生双龍剣 (ハルキ文庫. 時代小説文庫) 2004.11
  - 『柳生神妙剣 (ハルキ文庫. 時代小説文庫) 2005.2

### 嶽神
- 『嶽神忍風』全3巻 (C novels) 中央公論新社, 2004
- 『逆渡り』毎日新聞社, 2011.2 「嶽神列伝 逆渡り」講談社文庫 2016.3
- 『嶽神 上 (白銀渡り) 』講談社文庫 2012.5
- 『嶽神 下 (湖底の黄金) 』講談社文庫 2012.5
- 『嶽神伝無坂』講談社文庫 2013.10
- 『嶽神伝孤猿』講談社文庫 2015.5
- 『嶽神伝鬼哭』講談社文庫 2017.1
- 『嶽神伝血路』講談社文庫 2018.10
- 『嶽神伝死地』講談社文庫 2018.11
- 『嶽神伝風花』講談社文庫 2019.10

- 『死ニ方用意 小説臼淵大尉』(ハルキ文庫) 2005.12

### 北町奉行所
- 『風刃の舞 北町奉行所捕物控』(ハルキ文庫. 時代小説文庫) 2005.8 のち祥伝社文庫
- 『黒太刀 北町奉行所捕物控』(ハルキ文庫. 時代小説文庫) 2006.4　のち祥伝社文庫
- 『空舟 北町奉行所捕物控』(ハルキ文庫. 時代小説文庫) 2006.9 のち祥伝社文庫
- 『毒虫 北町奉行所捕物控』(ハルキ文庫. 時代小説文庫) 2007.3 のち祥伝社文庫
- 『雨燕 北町奉行所捕物控』(ハルキ文庫. 時代小説文庫) 2008.9
- 『寒の辻 北町奉行所捕物控』(ハルキ文庫 時代小説文庫) 2009.6 のち祥伝社文庫
- 『明屋敷番始末 北町奉行所捕物控』(ハルキ文庫 時代小説文庫) 2009.9 のち祥伝社文庫
- 『野伏間の治助 北町奉行所捕物控』(ハルキ文庫 時代小説文庫) 2012.4 のち祥伝社文庫

### 高積見廻り同心御用控
- 『百まなこ 高積見廻り同心御用控』長編時代小説 (祥伝社文庫) 2007.10
- 『犬目 高積見廻り同心御用控 2』(祥伝社文庫 2010.9
- 『目目連  高積見廻り同心御用控 3』(祥伝社文庫 2014.6

### 戻り舟同心
- 『戻り舟同心』(学研M文庫) 2007.2 のち祥伝社文庫
- 『夕凪 戻り舟同心』(学研M文庫) 2008.4 のち祥伝社文庫
- 『逢魔刻 戻り舟同心』(学研M文庫 2010.1 のち祥伝社文庫
- 『更待月 戻り舟同心』(学研M文庫 2012.3 のち祥伝社文庫
- 『父と子と 新・戻り舟同心 1』(祥伝社文庫 2017.4
- 『雪のこし屋橋 新・戻り舟同心 2』(祥伝社文庫 2017.7

### 雨乞の左右吉捕物話
- 『雨乞の左右吉捕物話』徳間文庫 2009.4
- 『狐森 雨乞の左右吉捕物話』(徳間文庫 2011.7

- 『私雨 峰蔵捕物歳時記』(竹書房時代小説文庫 2011.1
- 『もののふ戦記 小者・半助の戦い』(ハルキ文庫 時代小説文庫) 2017.9

### 共著
- 『安倍晴明と陰陽道』冬木亮子共著. ベストセラーズ(ワニのnew新書) 2000